# タイヘイフィルム
タイヘイフィルム株式会社（1966年 創業 - 1968年 活動停止）は、かつて存在した日本の映画配給会社である。

## 略歴・概要
1966年（昭和41年）、太平住宅を中心とした「太平グループ」代表の中山幸市が創業。同年8月30日、ゴードン・ダグラス監督、セヴン・アーツ・プロダクションズが1958年（昭和33年）に製作したアメリカ映画 The Fiend Who Walked the West を、『荒野の悪魔』の邦題をつけて配給した作品が第1作である。同年、千葉真一主演の東映映画『太陽に突っ走れ』に製作協力をしている。
1967年（昭和42年）8月8日には、東和（現在の東宝東和）と共同で、ジャック・ドゥミ監督のフランスのミュージカル映画『ロシュフォールの恋人たち』を配給している。
1968年（昭和43年）2月10日、アルベルト・デ・マルティノ監督のイタリア・フランス・スペイン合作映画『077/地獄の挑戦状』を配給したが、同年10月27日、中山幸市が死去した後は、活動の形跡はない。

## フィルモグラフィ
製作年順
- 『荒野の悪魔』 The Fiend Who Walked the West : アメリカ、1958年製作、1966年8月30日日本公開
- 『荒野の悪魔』 The Fiend Who Walked the West : 監督ゴードン・ダグラス、アメリカ、1958年製作、1966年8月30日日本公開
- 『太陽に突っ走れ』 Dash to The Sun : 日本、1966年製作、1966年9月8日日本公開
- 『地獄の決死隊』 Un Taxi Pour Tobrouk : フランス、1962年製作、1966年10月18日日本公開
- 『七人目にかける男』 Compartiment tueurs : フランス、1965年製作、1966年12月17日日本公開
- 『皆殺しのシンフォニー』 Symphonie pour un massacre : フランス、1965年製作、1967年2月4日日本公開
- 『077/地獄の挑戦状』 Missione speciale Lady Chaplin : イタリア・フランス・スペイン合作、1966年製作、1968年2月10日日本公開
- 『ロシュフォールの恋人たち』 Les Demoiselles De Rochefort : フランス、1966年製作 - 共同配給東和、1967年8月8日日本公開
- 『ザ・スパイ』 The Defector : フランス・ドイツ合作、1966年製作、1967年3月4日日本公開
- 『太陽の爪あと』 The Shuttered Room : イギリス、1966年製作、1967年5月20日日本公開
- 『ベネチタ事件』 The Venetian Affair : アメリカ、1966年製作、1967年5月18日日本公開
- 『二人の殺し屋』 Hail! Mafia : フランス・イタリア合作、1966年製作、1966年12月17日日本公開
- 『姿なき殺人者』 Ten Little Indians : イギリス、1967年製作、1967年12月7日日本公開

## 関連事項
- ゴードン・ダグラス （en:Gordon Douglas (director)）
- セヴン・アーツ・プロダクションズ （en:Seven Arts Productions）
- ジャック・ドレー （fr:Jacques Deray）
- デイヴィッド・グリーン （en:David Greene (director)）
- ジェリー・ソープ （en:Jerry Thorpe）
- ジョージ・ポロック （en:George Pollock (director)）